# Китайско-румынские отношения
Китайско-румынские отношения — двусторонние дипломатические отношения между Китаем и Румынией начались 5 июля 1939 года.
После прихода к власти коммунистов в 1947 году Румынская Народная Республика 5 октября 1949 года начала признавать Китайскую Народную Республику в качестве законной власти в Китае и впервые обменялась послами в марте 1950 года.
Китай имеет посольство в Бухаресте и генеральное консульство в Констанце. Румыния имеет посольство в Пекине и два генеральных консульства в Гонконге и Шанхае.
В 2013 году, на встрече с премьер-министром Румынии Виктором Понта, премьер-министр Китая Ли Кэцян назвал Румынию «вымпелом сотрудничества» между Пекином и Центральной и Восточной Европой.
В 2015 году Румыния подписала соглашение с China General Nuclear Power Group о помощи в строительстве гражданских атомных электростанций. В 2020 году Румыния расторгла сделку.